# 창평면
창평면(昌平面)은 전라남도 담양군의 남부에 위치한 면이다. 면적은 33.803km2이고, 2021년 기준 인구는 약 3천697명이다.  2007년 12월 아시아 최초로 슬로시티로 인증되었다.
관내에 호남고속도로, 고창담양고속도로가 지난다.

## 역사
삼한시대에는 구계국(拘溪國), 백제시대에는 굴지현(屈支縣), 신라시대에는 기양현(祈陽縣)이었다. 고려시대에는 창평현(昌平縣)라 칭하고 중앙지정관인 현령을 두었고, 조선시대에는 창평현을 철폐하고 광주목(光州牧)에 예속시켰다가 다시 1479년 창평현이라 하였으며 1793년 창평현령(昌平縣令)인 조광존(趙光存)이 고서면 고읍리에서 창평면 창평리로 이전하였고 1895년 남원부 창평군(4등군수)이 되었고, 1896년일 전라남도 창평군으로 9개면을 관할하였다. 일제 강점기에 마침내 창평군(昌平郡)이 담양군(潭陽郡)으로 편입되면서 현재의 창평면(昌平面)으로 개칭되었다. 1990년 4월 남면 외동리가 창평면에 편입됨으로써 현재의 창평면이 되었다.

## 행정 구역
- 광덕리(廣德里)
  - 조현
  - 신흥
  - 현암(감바우)
- 삼천리(三川里)
  - 하삼천
  - 상삼천
- 오강리(梧江里)
  - 양산ㆍ오산
  - 당곡ㆍ강촌
- 외동리(外東里)
  - 외동
- 용수리(龍水里)
  - 수곡ㆍ월동
  - 용운동ㆍ상소천
- 유곡리(維谷里)
  - 절산
  - 연화
  - 기동
- 유천리(柳川里)
  - 경동ㆍ유천
  - 하소천
- 의항리(義項里)
  - 보평ㆍ죽항
  - 신기ㆍ의암
- 일산리(一山里)
  - 하산
  - 상산
- 장화리(長華里)
  - 장전
  - 화양
- 창평리(昌平里)
  - 시동
  - 사동
- 해곡리(海谷里)
  - 얼그실
  - 내동
  - 부동
  - 성덕

## 교육
- 창평초등학교
- 창평중학교
- 창평고등학교